# Xã Walls, Quận Traverse, Minnesota
Xã Walls (tiếng Anh: Walls Township) là một xã thuộc quận Traverse, tiểu bang Minnesota, Hoa Kỳ. Năm 2010, dân số của xã này là 65 người.